# Edwin Flavell

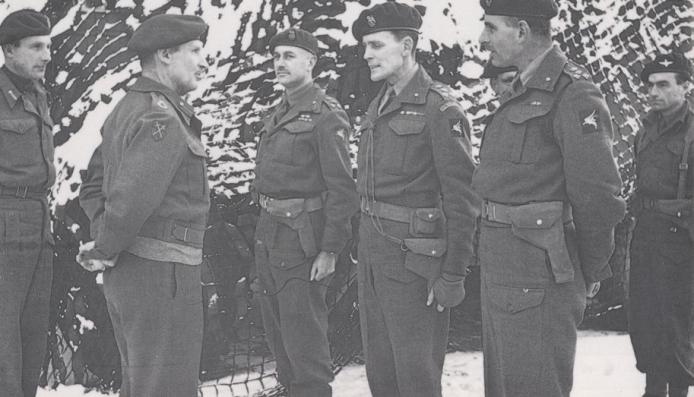
El Brigadier Poett conversa con el Mariscal de Campo Montgomery durante la Batalla de las Ardenas en enero de 1945. De izquierda a derecha: General de División Eric Bols (CO 6ª División Aerotransportada), Mariscal de Campo Bernard Montgomery, Brigadieres Edwin Flavell (6ª Brigada Aerotransportada), James Hill (3ª Brigada Paracaidista), Nigel Poett, y Teniente Coronel Napier Crookenden (CO 9º Batallón Paracaidista).

General de Brigada Edwin William conquest Flavell DSO, MC y dos bares (febrero 22do, 1890 hasta diciembre 1, 1993) fue un soldado británico que sirvió en ambas la Primera Guerra Mundial y la Segunda Guerra Mundial, al mando de 1 ª y 6 ª Brigada de Paracaidistas Airlanding Brigada en el conflicto antes de esta última de ser nombrado Jefe de personal de la Sede Primera Allied Aerotransportada del Ejército.

## Carrera en la Post Guerra
En las elecciones generales de 1945, Flavell se presentó como el candidato conservador para el noroeste de Hendon, en Londres, pero fue derrotado por un estrecho margen. Después de esto, se involucró en el desarrollo de la propiedad y la gestión de su propia empresa. En 1948 fue nombrado teniente Deptuy de Middlesex, y algún tiempo después se convirtió en el presidente del Condado de Middlesex territorial del Ejército de Asociación. En la vida más tarde se convirtió en un masón, alcanzando el grado de Gran Maestre Provincial, y también fundó y presidió el Club de Cricket Ickenham. Se casó por segunda vez, a Kathleen Fenton. Flavell, murió el 1 de diciembre de 1993.